# Lucjan Dobrzański
Lucjan Dobrzański (właśc. Stanisław Drozdowski, ur. ok. 1855, zm. 18 stycznia 1906 w Warszawie) – polski aktor i przedsiębiorca teatralny, śpiewak operetkowy, dyrektor teatrów prowincjonalnych oraz warszawskich teatrów ogródkowych.

## Kariera aktorska
Zaczął występować w 1876 r. w warszawskim teatrze ogródkowym "Antokol" (za dyrekcji Pawła Ratajewicza). Następnie grał w zespołach teatrów prowincjonalnych: Juliana Grabińskiego (1883, 1885), Julii Otrembowej (1883–1884), Józefa Puchniewskiego (1885, 1894), Tomasza Smotryckiego (1886), Jana Szymborskiego (sez. 1886/1887), Czesława Teofila Janowskiego (1891), a także w warszawskich teatrach ogródkowych: "Eldorado", "Promenada" i "Belle Vue". Wystąpił m.in. w rolach: Ferdynanda (Intryga i miłość), Petrucchia (Poskromienie złośnicy), Wojewody (Mazepa), Wacka (Wicek i Wacek) i Cześnika (Zemsta). Jako śpiewak wystąpił m.in. w partiach: Hamonaya (Baron cygański) i Falkego (Zemsta nietoperza).

## Zarządzanie zespołami teatralnymi
W 1884 r. prowadził zespół teatralny w Piotrkowie. Od 1888 r. kierował zespołem teatralnym wspólnie z Janem Reckim. Zespół występował w Radomiu, Lublinie, Łodzi, Pabianicach, Włocławku, Piotrkowie, Częstochowie, Radomsku, Zawierciu, Sosnowcu, Dąbrowie Górniczej i Zgierzu. Incydentalnie do zarządzania zespołem dołączał Tomasz Smotrycki. W lutym 1895 r. przejął kierownictwo zespołu Józefa Puchniewskiego i organizował przedstawienia w Rydze, Petersburgu i Moskwie. W sez. 1901/1902 kierował zespołem występującym w Łomży. Przez krótki okres w 1905 r. był dyrektorem teatru w Kaliszu. W lecie 1894 samodzielnie kierował warszawskim teatrem ogródkowym "Wodewil". Dyrekcję tego teatru obejmował corocznie w sezonach letnich od 1898 do 1901 r. W 1895 r. prowadził ten teatr wspólnie z Michałem Wołowskim. Prowadził także inne warszawskie teatry ogródkowe: "Renaissance" w 1903 r. oraz "Promenada" w 1904 r.

## Życie prywatne
Jego żoną była aktorka teatralna Aleksandra Poraj z Sułkowskich.